# Rangkhani
Rangkhani (en népalais : राङखानी) est un comité de développement villageois du Népal situé dans le district de Baglung. Au recensement de 2011, il comptait 3 807 habitants.